# Bandidismo revolucionario
El bandidismo revolucionario o bandolerismo revolucionario es una forma de bandolerismo teorizado como práctica y necesidad revolucionaria. A este tipo de actividades con frecuencia se las suele referenciar con epítetos o denominaciones más o menos floridos, como por ejemplo expropiación proletaria, impuesto revolucionario, peaje social, contribución obrera, confiscación revolucionaria, subsidios forzados, etc. Estas prácticas han sido aplicadas y/o argumentadas como válidas por diferentes movimientos revolucionarios en el curso de la historia.

## Lista de bandoleros políticos más destacados
- Jules Bonnot (Francia, años 1900).
- Iósif Stalin (Rusia, años 1920).
- Anarquismo expropiador (España, Argentina).
- Jacques Lesage de La Haye (Francia, años 1950 y 1960).[8][9]
- Lucio Urtubia (Francia, años 1960).
- Organizzazione Consiliare di Torino (Italia, 1969-1971).[10]
- Grupo "Comontismo" (Italia, 1971-1972).[11]
- Movimiento Ibérico de Liberación (MIL, España, 1971-1973).
- Grupos de Acción Revolucionaria Internacionalista (GARI, España, 1973-1974).
- Grupo Marge (Francia, 1974-1979).
- Cangaceiros (Brasil).
- Acción Directa (Francia, 1979-1987).
- Os Cangaceiros (Francia, 1985-1992).
- Frente de Liberación de Quebec (FLQ, Canadá, 1963-1970).